# Casa-museu d'Enric d'Ossó
La Casa-museu d'Enric d'Ossó és un museu sobre sant Enric d'Ossó situat a Vinebre (Ribera d'Ebre). Està situat entre el carrer Major i l'avinguda d'Enric d'Ossó, davant del convent de les Teresianes. L'edifici està protegit com a bé cultural d'interès local.

## Edifici
Edifici cantoner de tres crugies, de planta baixa, pis i golfes i la coberta a dues vessants amb el carener paral·lel a la façana. La façana del carrer Major té accés per un portal d'arc de mig punt de ceràmica col·locada a plec de llibre i brancals de pedra acarada. Entorn seu s'hi distribueixen aleatòriament finestres d'arc pla arrebossat, les del primer pis amb sortida a un balcó. La façana de l'avinguda d'Ossó es compon segons tres eixos simètrics, definits pel portal i les finestres del primer pis d'arc escarser arrebossat. La resta d'obertures són d'arc pla. L'acabat exterior és arrebossat i pintat de color blanc.

## Història
La casa la va construir Jaume d'Ossó quan es va casar amb Micaela Cervelló. L'any 1840 van tenir un fill, Enric d'Ossó, fundador de les monges teresianes i santificat l'any 1993.
Les monges propietàries de l'edifici han procurat instal·lar utensilis característics de l'època i objectes fets servir pel sant i l'han convertit en casa-museu.